# The Turning Point
The Turning Point is een drama film uit 1977 geregisseerd door Herbert Ross. De hoofdrollen werden gespeeld door Shirley MacLaine en Anne Bancroft.
De film werd genomineerd voor elf Oscars, waaronder de Oscar voor Beste Film. De film wist uiteindelijk geen enkele nominatie te verzilveren. De film won wel een Golden Globe voor Beste Drama Film en Beste Regie.

## Rolverdeling
| Acteur              | Personage        |
| ------------------- | ---------------- |
| Shirley MacLaine    | DeeDee Rodgers   |
| Anne Bancroft       | Emma Jacklin     |
| Tom Skerritt        | Wayne Rodgers    |
| Leslie Browne       | Emilia Rodgers   |
| Michail Barysjnikov | Yuri Kopeikine   |
| Martha Scott        | Adelaide         |
| James Mitchell      | Michael Cooke    |
| Aleksandra Danilova | Madama Dakharova |
| Lisa Lucas          | Janina Rodgers   |
| Philip Saunders     | Ethan Rodgers    |
| Antoinette Sibley   | Sevilla Haslam   |
| Marshall Thompson   | Carter           |
| Starr Danias        | Carolyn          |
| Anthony Zerbe       | Joe Rosenberg    |
| Daniel Levans       | Arnold Berger    |

## Prijzen en nominaties
| Jaar | Prijs                       | Categorie                                                         | Genomineerde(n) | Uitslag     |
| ---- | --------------------------- | ----------------------------------------------------------------- | --------------- | ----------- |
| 1978 | Academy Awards              | Beste film                                                        | Beste film      | Genomineerd |
| 1978 | Beste regisseur             | Herbert Ross                                                      | Genomineerd     |             |
| 1978 | Beste actrice               | Anne Bancroft                                                     | Genomineerd     |             |
| 1978 | Beste actrice               | Shirley MacLaine                                                  | Genomineerd     |             |
| 1978 | Beste acteur in een bijrol  | Mikhail Baryshnikov                                               | Genomineerd     |             |
| 1978 | Beste actrice in een bijrol | Leslie Browne                                                     | Genomineerd     |             |
| 1978 | Beste productieontwerp      | Albert Brenner, Marvin March                                      | Genomineerd     |             |
| 1978 | Beste montage               | William Reynolds                                                  | Genomineerd     |             |
| 1978 | Beste camerawerk            | Robert Surtees                                                    | Genomineerd     |             |
| 1978 | Beste geluid                | Theodore Soderberg, Paul Wells, Douglas O. Williams en Jerry Jost | Genomineerd     |             |
| 1978 | Beste originele scenario    | Arthur Laurens                                                    | Genomineerd     |             |